# Pan.Thy.Monium
Pan.Thy.Monium — шведская музыкальная группа, созданная Даном Сванё в 1990 году. Группа прекратила своё существование в 1996 году после записи своего третьего студийного альбома Khaooohs and Kon-Fus-Ion. За всю свою деятельность группа не давала концертов, а участники шифровались под псевдонимами. Музыка Pan.Thy.Monium сочетала в себе смесь авангардного метала и прогрессивного дэт-метала.

## Последний состав
- Derelict (Роберт Карлсон) — вокал (1990—1996)
- Winter (Берни Ларсон) — ударные, перкуссия, скрипка (1990—1996)
- Day DiSyraah (Дан Сванё) — бас-гитара, клавишные (1990—1996)
- Mourning (Роберт Иварсон) — гитара (1990—1996)
- Äag (Даг Сванё) — гитара, орган, саксофон (1992—1996)

## Дискография

### Студийные альбомы
- Dawn of Dreams (1992)
- Khaooohs (1993)
- Khaooohs and Kon-Fus-Ion (1996)

### Мини-альбомы
- Dream II (1992)

### Компиляции
- Dawn of Dream+Khaooohs (2001)
- ...Dawn+Dream II (2010)

### Демоальбомы
- ...Dawn (1990)